# Фордвілл (Північна Дакота)
Фордвілл (англ. Fordville) — місто (англ. city) в США, в окрузі Волш штату Північна Дакота. Населення — 207 осіб (2020).

## Географія
Фордвілл розташований за координатами 48°13′0″ пн. ш. 97°47′44″ зх. д. / 48.21667° пн. ш. 97.79556° зх. д. (48.216599, -97.795571).  За даними Бюро перепису населення США в 2010 році місто мало площу 2,61 км², уся площа — суходіл.

## Демографія
Згідно з переписом 2010 року, у місті мешкало 212 осіб у 101 домогосподарстві у складі 53 родин. Густота населення становила 81 особа/км².  Було 121 помешкання (46/км²).
Расовий склад населення:
| - 94,3 % — білих - 0,5 % — корінних американців - 0,5 % — азіатів - 2,8 % — осіб інших рас |

До двох чи більше рас належало 1,9 %. Частка іспаномовних становила 7,5 % від усіх жителів.
За віковим діапазоном населення розподілялося таким чином: 21,2 % — особи молодші 18 років, 56,2 % — особи у віці 18—64 років, 22,6 % — особи у віці 65 років та старші. Медіана віку мешканця становила 44,5 року. На 100 осіб жіночої статі у місті припадало 98,1 чоловіків;  на 100 жінок у віці від 18 років та старших — 94,2 чоловіків також старших 18 років.
Середній дохід на одне домашнє господарство  становив 59 906 доларів США (медіана — 51 250), а середній дохід на одну сім'ю — 67 755 доларів (медіана — 56 250). За межею бідності перебувало 3,6 % осіб, у тому числі 0,0 % дітей у віці до 18 років та 0,0 % осіб у віці 65 років та старших.
Цивільне працевлаштоване населення становило 134 особи. Основні галузі зайнятості: сільське господарство, лісництво, риболовля — 25,4 %, освіта, охорона здоров'я та соціальна допомога — 22,4 %, транспорт — 16,4 %.